# Frontière entre le Belize et le Guatemala
La frontière entre le Belize et le Guatemala sépare les deux pays d'Amérique centrale. Elle fait l’objet d’un différend entre les deux États.

## Tracé
La frontière terrestre sépare l'ouest du Belize du nord du Guatemala. Elle débute au nord au tripoint Belize-Guatemala-Mexique (17° 48′ 54″ N, 89° 09′ 07″ O) et se poursuit ensuite directement vers le sud jusqu'à la rencontre avec le fleuve Belize aux chutes Garbutt. À cet endroit, le tracé s'infléchit légèrement vers l'ouest.
Le Belize considère que le tracé forme une ligne droite depuis les chutes Garbutt jusqu'aux chutes Gracias a Dios sur le fleuve Sarstoon. À partir de là, la frontière suit le cours du fleuve vers l'est jusqu'à son embouchure sur le golfe du Honduras.
Le Guatemala revendique quant à lui la totalité du territoire bélizien situé au sud du fleuve Sibun (en), soit environ 60% du Belize. Selon ce point de vue, la frontière devrait se diriger vers le golfe du Honduras beaucoup plus au nord, le long du fleuve Sibun.
La position du Belize est celle qui est généralement figurée sur les cartes en dehors du Guatemala. La frontière terrestre mesure dans ce cas 266 kilomètres, ce qui en fait la plus longue du Belize et la deuxième du Guatemala (après celle avec le Mexique).
Quelle que soit sa position entre les deux pays, une frontière maritime existe dans le golfe du Honduras, mais le différend territorial empêche actuellement toute délimitation.

## Histoire

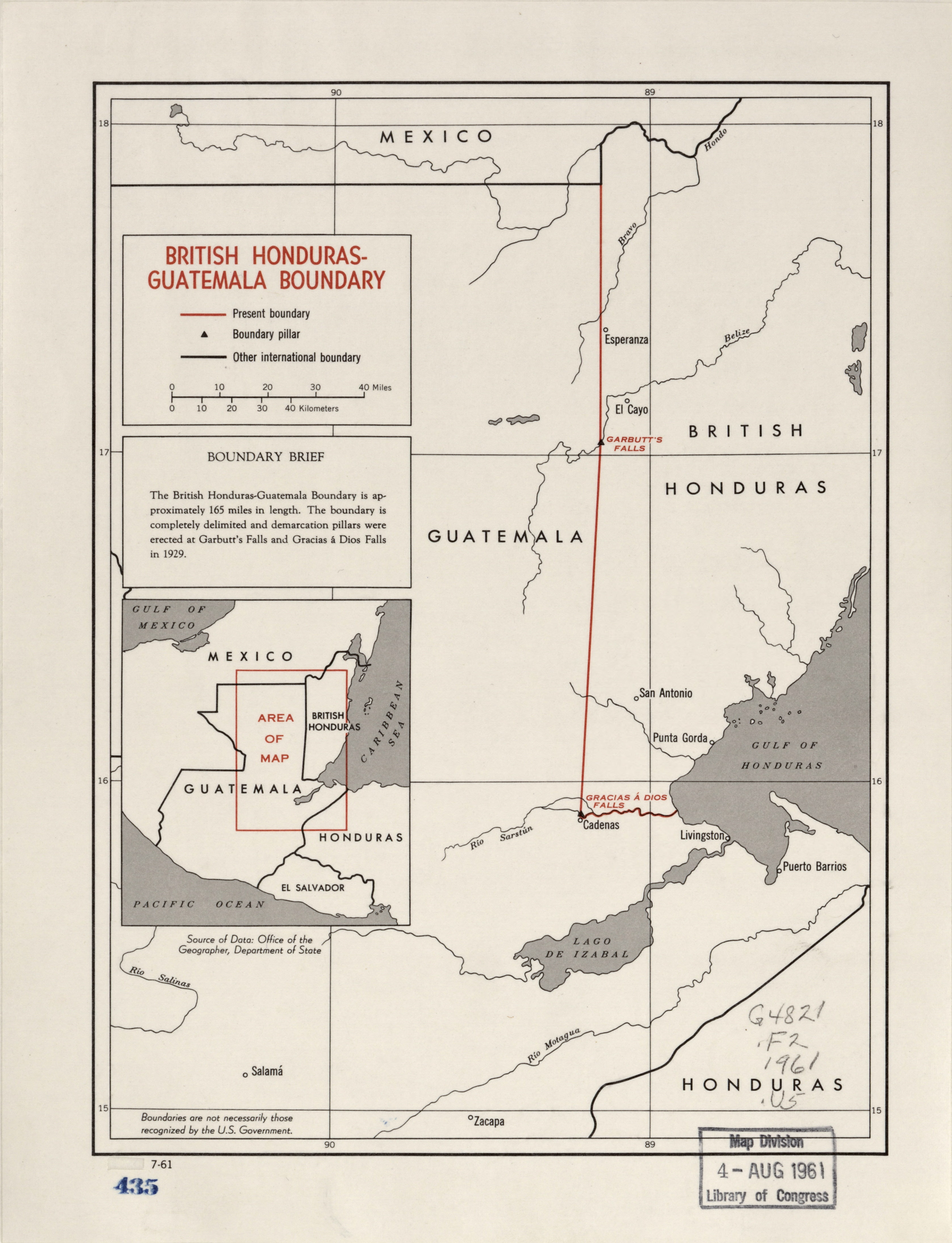
Carte de 1961 décrivant la frontière entre le Guatemala et le Honduras britannique, actuel Belize.

Des colons et pirates anglais et écossais, les Baymen (en), s'installent au XVIIe siècle sur la côte occidentale de la Bahía de los Honduras (« baie des profondeurs » en espagnol) dans ce qui deviendra par la suite le Belize. À la même époque, cette région d'Amérique centrale fait partie, pour l'empire espagnol, de la capitainerie générale du Guatemala, territoire de la Nouvelle-Espagne ; l'Espagne n'occupe toutefois pas la région côtière de la Bahía de los Honduras. La bataille de St George's Caye en 1798, remportée par la Grande-Bretagne, consacre définitivement l'implantation britannique.
Le Guatemala proclame son indépendance en 1821 ; le Royaume-Uni déclare officiellement son droit à administrer la région en 1836. Le traité Wyke-Aycinena (es) est signé le 30 avril 1859 entre le Guatemala et le Royaume-Uni. Ses six premiers articles définissent explicitement le tracé de la frontière et la reconnaissance guatémaltèque de la souveraineté britannique sur le territoire à l'est de celle-ci,. Le septième article traite de la construction par le Royaume-Uni d'une route entre le Guatemala et la ville de Punta Gorda.
Le Royaume-Uni fait de la région une colonie de la Couronne, le Honduras britannique, en 1862 ; il ne construit toutefois pas la route prévue par le traité. En 1871, à la suite de la révolution libérale (es), le Guatemala dénonce le traité. En 1884, il menace de le traiter comme nul et en conséquence de revendiquer tout ou partie du Honduras britannique. Au cours du siècle suivant, le Guatemala revendique à plusieurs reprises le Honduras britannique, sans toutefois donner suite à cette revendication.
Le Honduras britannique devient indépendant en 1981 sous le nom de Belize. Les relations diplomatiques entre Belize et Guatemala ne sont établies qu'en 1991, date à laquelle le Guatemala reconnaît le nouveau pays. Le tracé frontalier est cependant officiellement contesté par le Guatemala à partir de la fin du XXe siècle. En 2008, un accord entre les deux pays prévoit l'organisation de référendums pour soumettre le différend à la Cour internationale de justice. Le référendum guatémaltèque est organisé le 15 avril 2018, la population approuvant massivement le recours à la CIJ. Le référendum bélizien initialement prévu le 10 avril 2019, puis reporté au 8 mai 2019, est également approuvé par les électeurs, ouvrant la voie à une médiation de la Cour internationale de Justice. Selon les termes de l'accord de 2008, le Belize dispose alors d'un mois pour transmettre le résultat du référendum à la CIJ, ce qu'il fait le 7 juin. Le Guatemala dispose à partir de cette date d'un an pour avancer ses revendications et ses arguments, après quoi le Belize bénéficiera du même délai pour présenter les siens, avant que la Cour ne rende son verdict.

## Environnement
Le Guatemala ne reconnaissant pas le tracé de la frontière issu du traité de 1859, l'organisation Mountain Wilderness a dénoncé des incursions répétées dans le parc national de Chiquibul au Belize, dont les ressources seraient pillées.